# Quantenpunkt-Leuchtdiode
Quantenpunkt-Leuchtdioden – kurz auch QLEDs genannt – sind elektrooptische Halbleiterbauelemente, welche mittels Quantenpunkten (englisch quantum dots, QDs) elektrische Energie in Licht mit einzigartigen optischen Eigenschaften umwandeln und abstrahlen. In erweitertem Sinn werden dazu auch traditionelle Leuchtdioden gezählt, deren Licht durch Quantenpunkte umgewandelt wird. Je nach Struktur der QDs kann die Emissionsfarbe im gesamten Spektrum des sichtbaren Lichtes gewählt werden. Dadurch können QLEDs nahezu beliebige Farben auf dem CIE-Diagramm erzeugen. Dies bietet mehr Farboptionen und eine bessere Farbwiedergabe als weiße LEDs, da das Emissionsspektrum viel schmalbandiger ist, was für quantenbegrenzte Zustände charakteristisch ist.

## Quantenpunkte zur Lichtumwandlung
Man verwendet in diesem Fall die Fotoanregung mit einer traditionellen primären Lichtquellen-LED (typischerweise blau oder ultraviolett, d. h. kurzwellig emittierendes Licht). Ein Beispiel für das Fotoanregungsprinzip ist ein von Michael Bowers entwickeltes Verfahren an der Vanderbilt University in Nashville, bei dem eine blaue LED mit Quantenpunkten beschichtet wird, die in Abhängigkeit von dem blauen Licht der LED weiß leuchten. Dieses Verfahren emittiert ein warmes, gelblich-weißes Licht ähnlich dem, das von Glühlampen erzeugt wird.
Im Februar 2008 wurde durch die Verwendung von Nanokristallen eine Lichtausbeute von 300 Lumen sichtbares Licht pro Watt der Strahlung (nicht pro elektrischem Watt) und Warmlichtemission erreicht.
Im Februar 2011 konnten Wissenschaftler der PlasmaChem GmbH Quantenpunkte für LED-Anwendungen synthetisieren und auf ihrer Basis einen Lichtwandler aufbauen, der über viele hundert Stunden Licht von blau zu einer beliebigen Farbe effizient umwandeln konnte. Solche QLEDs können verwendet werden, um sichtbares oder nahe Infrarotlicht von jeder Wellenlänge zu emittieren, die durch Licht mit einer kürzeren Wellenlänge angeregt wird.
Quantenpunkte werden auch zur verbesserten weißen Hintergrundbeleuchtung von Flüssigkristallanzeigen (sog. LCD-Fernsehern) verwendet. Mit Hilfe von Nanohalbleiterkristallen als Schicht auf einer Glasplatte oder Folie aufgebracht und durch blaue, kurzwellige LEDs (z. B. aus Galliumnitrid) von hinten oder seitlich bestrahlt, kann das Spektrum der Hintergrundbeleuchtung von LCDs auf eine bisher unerreichte Art optimiert werden (Fachausdruck erweiterter Farbraum). Diese Form von Fluoreszenz-Technik wird in verschiedenen Laboratorien weiterentwickelt. Die US-Firma 3M als bedeutender Lieferant von Hintergrundbeleuchtungskomponenten für LCDs arbeitet mit Nanosys Inc. an entsprechend beschichteten Folien. Schon seit mehreren Jahren ist auch die britische Firma Nanoco Group PLC in der Weiterentwicklung von Quantenpunkten tätig und hat mit asiatischen Herstellern von Flüssigkristallanzeigen Zusammenarbeitsverträge abgeschlossen. Auch die US-Firma QD Vision arbeitet mit asiatischen Firmen zusammen, welche die Hintergrundbeleuchtung von LC-Anzeigen optimieren. Der Hersteller Samsung Electronics setzt – im Gegensatz zum Wettbewerb – QLEDs anstelle von OLEDs bei der Fernsehertechnologie ein. Samsung Electronics will seine hochwertigen Fernseher neu mit der Bezeichnung QLED anbieten, um auf die Technik mit Quantenpunkten hinzuweisen. Bei diesen Fernsehern handelt es sich jedoch noch um bildgebende Flüssigkristallanzeigen (LCD-Bildschirme) mit Hintergrundbeleuchtung. Damit soll der Übergang zu den sich bei Samsung noch in Entwicklung befindenden neuen Bildschirmen mit eigentlichen selbstleuchtenden QLEDs vorbereitet werden.

## Eigentliche Quantenpunkt-Leuchtdioden
Bei diesen Leuchtdioden wird im Bauelement selbst durch einen elektrooptischen Effekt der QDs Licht einer bestimmten Wellenlänge erzeugt, d. h., die Anregung der QDs geschieht durch von außen zugeführte elektrische Energie. Die Struktur von QLEDs ähnelt der grundlegenden Konstruktion von OLEDs. Eine Schicht von Quantenpunkten ist zwischen Schichten von Elektronentransport- und Lochtransportmaterialien angeordnet. Ein angelegtes elektrisches Feld bewirkt, dass sich Elektronen und Löcher in die Quantenpunktschicht bewegen und rekombinieren, wodurch ein Photon emittiert wird. Dieses Prinzip wurde für Quantenpunktanzeigen untersucht.
Die Abstimmbarkeit der Emissionswellenlängen und der schmalen Bandbreite ist auch als Anregungsquelle für die Fluoreszenzabbildung von Vorteil. QLEDs können zu diesem Zweck z. B. im optischen Rasternahfeldmikroskop (NSOM) verwendet werden.